# Мечеть Султана Еюпа
Мечеть Султана Еюпа (тур. Eyüp Sultan Camii) розташована в Стамбулі, в історичному районі Еюпсултан на схилі пагорба поблизу берега затоки Золотий Ріг. Споруджена в 1458 році османами та є першою мечеттю, побудованою ними після захоплення Константинополя в 1453 році. Розташована за межами стін Константинополя на місці, де похований Еюб аль Ансарі — соратник ісламського пророка Мухаммеда. Була значно реконструйована на початку XVIII століття.

## Назва
Назва мечеті походить від прапороносця пророка Мухаммеда Еюба аль Ансарі, який помер у 674 році під час першої облоги Константинополя та був похований під стінами міста. Після падіння Константинополя від рук Османської імперії вісім століть потому вся місцевість стала називатися за його іменем — Еюпсултан (тур. Eyüpsultan), або просто Еюп. Будівництво мечеті розпочалось зі зведення мавзолею над могилою Еюба аль Ансарі.

## Історія
Свій початковий вигляд архітектурний ансамбль мечеті набув у 1458 році. Це перша мечеть побудована турками після взяття Константинополя. Увесь комплекс значно постраждав у 1766 році після землетрусу. В 1798 році султан Селім III розпочав велику реконструкцію мечеті, залишивши від старої будівлі тільки мінарети. Мечеть була збудована під керівництвом архітектора зодчого Узун Хусеін-аги, та відкрита для віруючих у 1800 році.

## Архітектура
Нова мечеть виконана з вапняку та білого мармуру, але не має колон та прикрас. Її купол діаметром 17,5 метри є основним елементом стелі харима (святилище) розміром 26 на 11 метрів підтримується двома напівкуполами однакового діаметра. На зводі центрального купола та напівкуполах розміщені вікна, що освітлюють внутрішній простір мечеті. Мечеть має два мінарети (із двома шарефе на кожному), які були у 1723 році перебудовані Даматом Ібрагімом-пашею. У мечеті є елементи притаманні стилю османського бароко. На внутрішньому подвір'ї з куполоподібними терасами розміщені невеликі фонтани з мармуру білого кольору (фонтани долі) та джерело з цілющою водою.

## Усипальниця
Усипальниця Еюпа виконана з вапняку, має восьмигранну форму з куполом. За наказом Селіма III для її інтер'єру були зроблені срібні щити, а за наказом від султана Махмуда II покривало для саркофагу. Срібні написи у стилі «сулус», є основним елементом внутрішнього вбрання усипальниці, їх виконував каліграф Мустафа Раким Ефенді.

## Місце паломництва
Мечеть є важливим місцем паломництва. Архітектурний комплекс, до якого входить мечеть, медресе, тюрбе Еюпа та лазня є найвідвідуванішим місцем Стамбулу. Перед паломництвом до Мекки турки обов'язково відвідують мечеть. У ній зберігаються священні реліквії, у тому числі камінь «зі слідами пророка», привезений з мечеті Кааба, на якому стояв Мухаммед.
У мечеті відбувалась коронація султана, під час якої він оперізувався мечем Османа, що сьогодні зберігається у Палаці Топкапи.

## Галерея

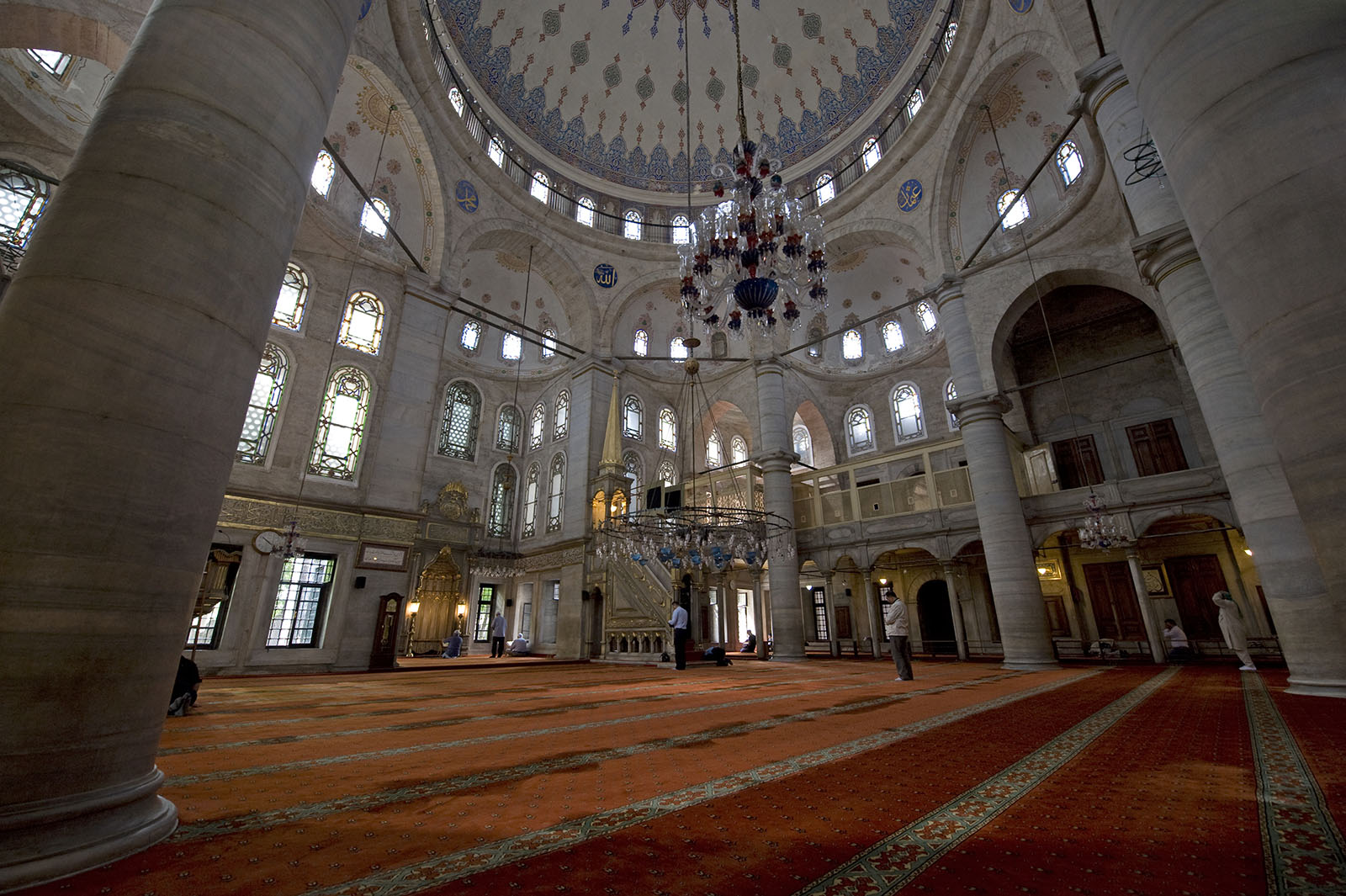
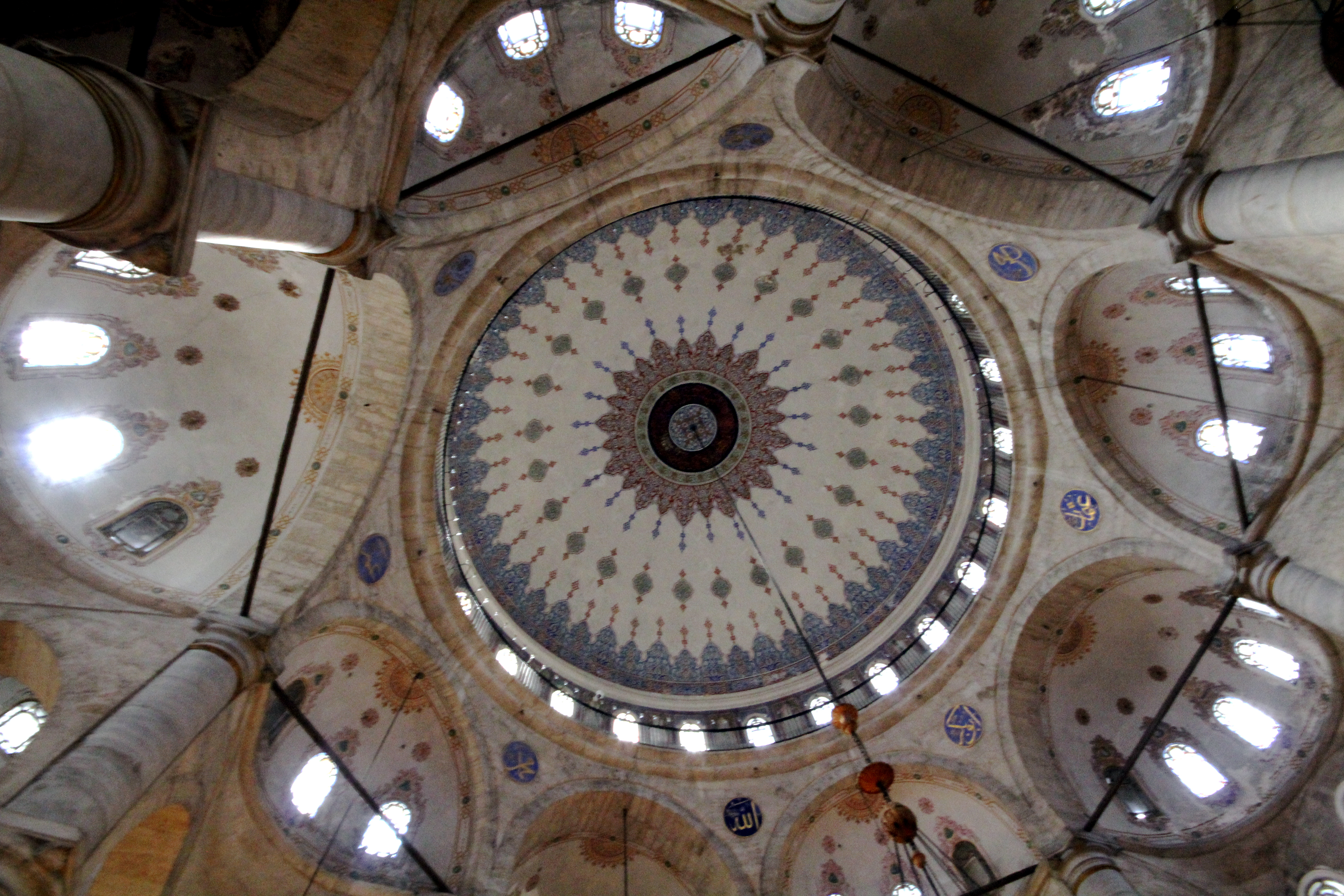
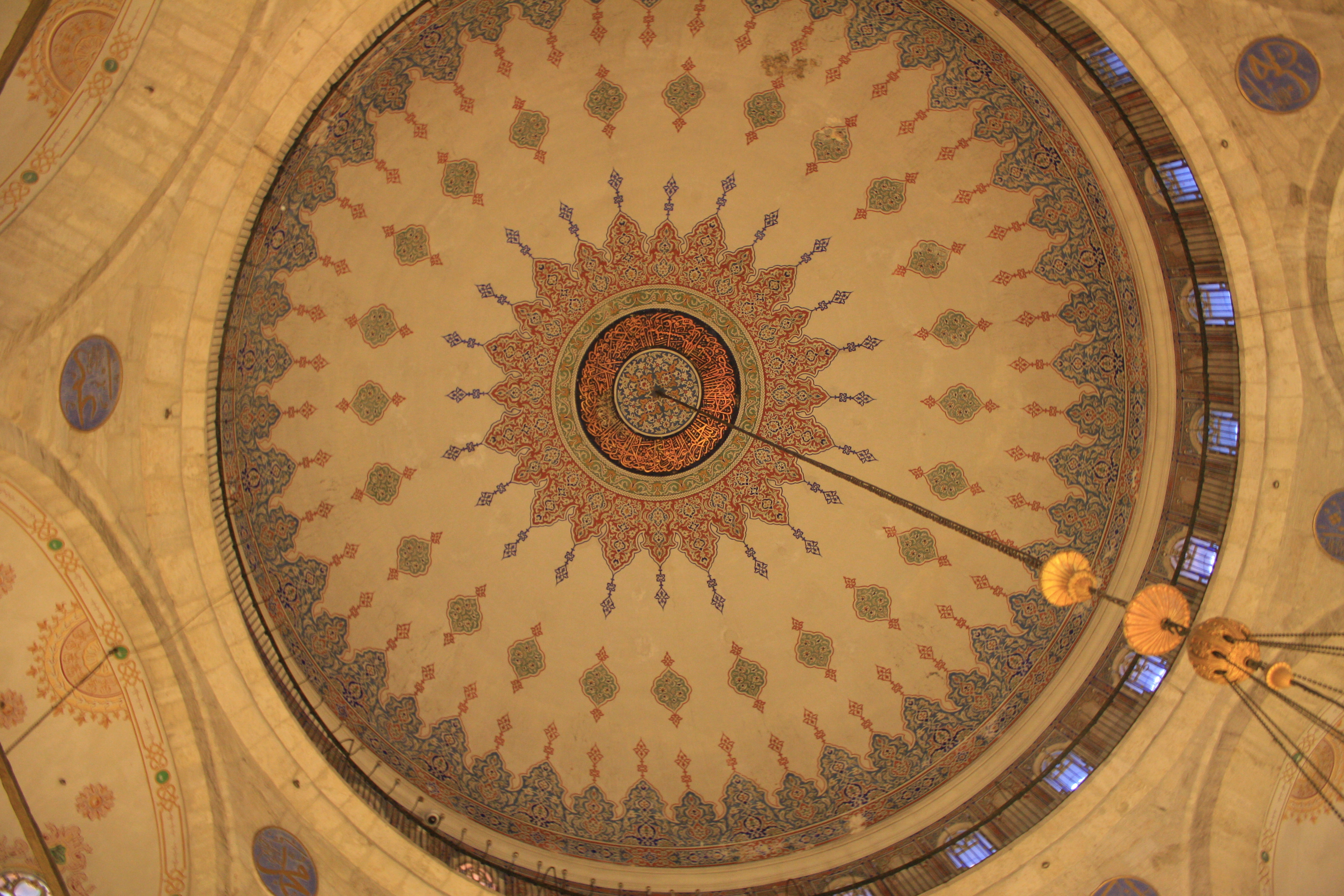
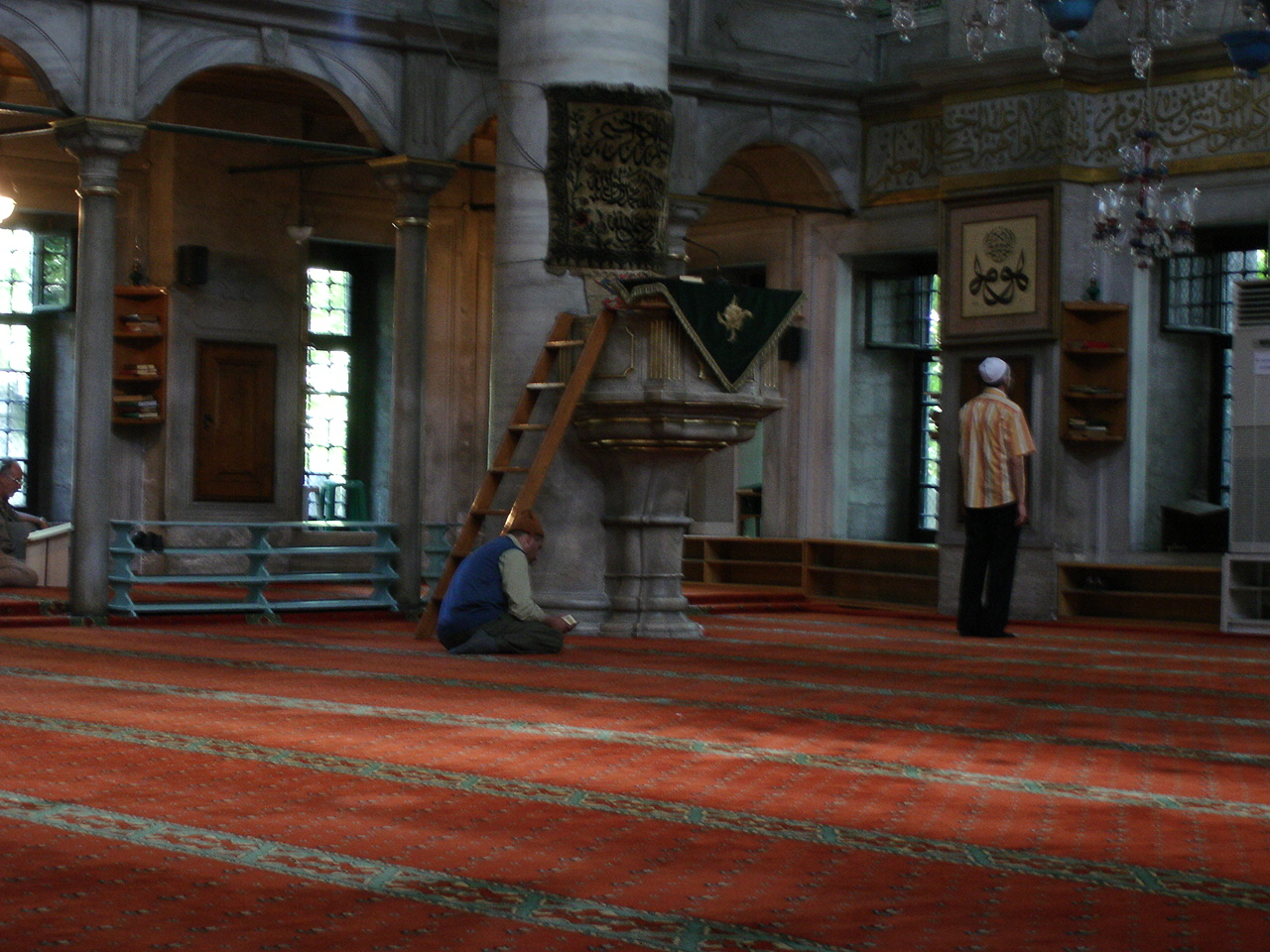
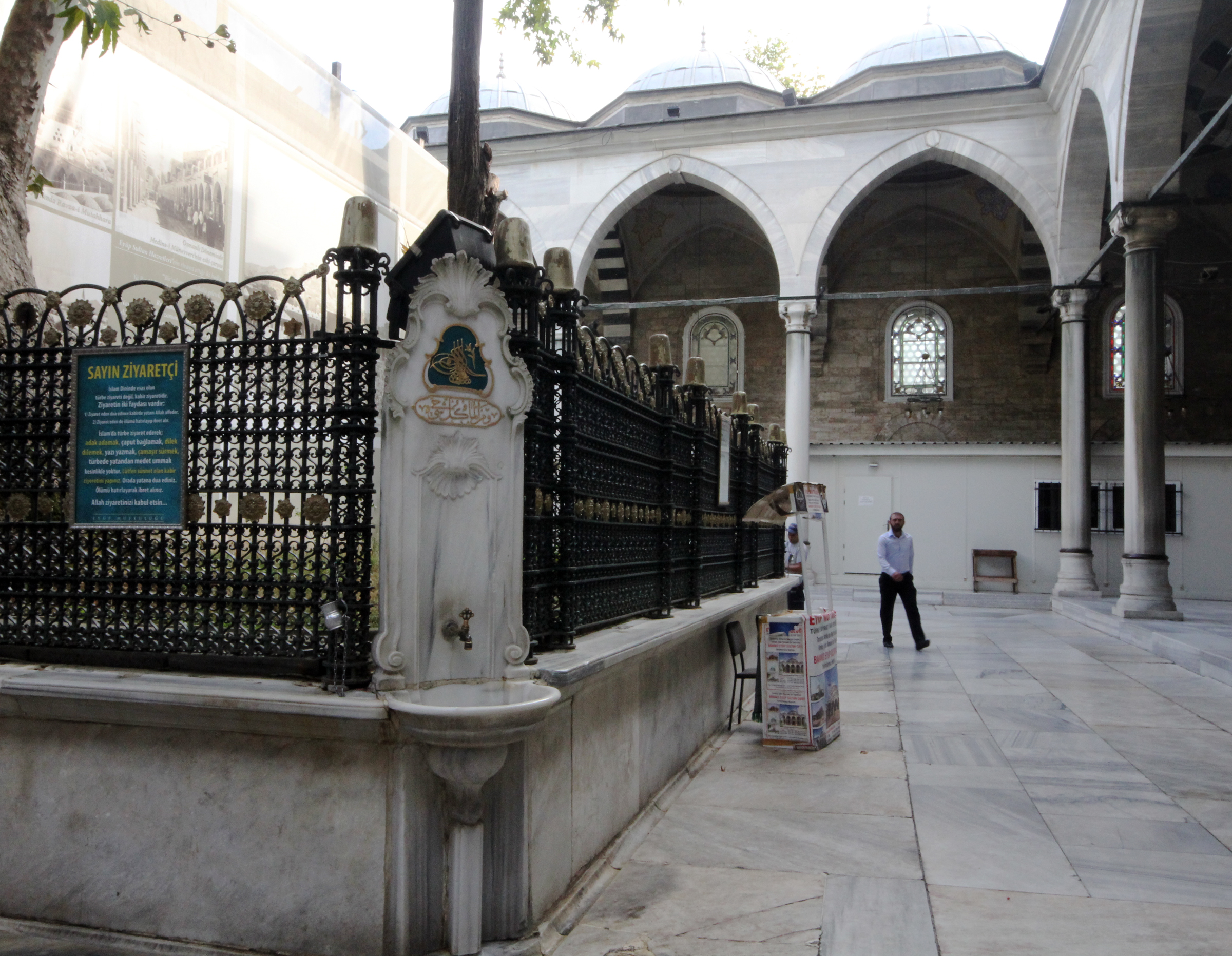
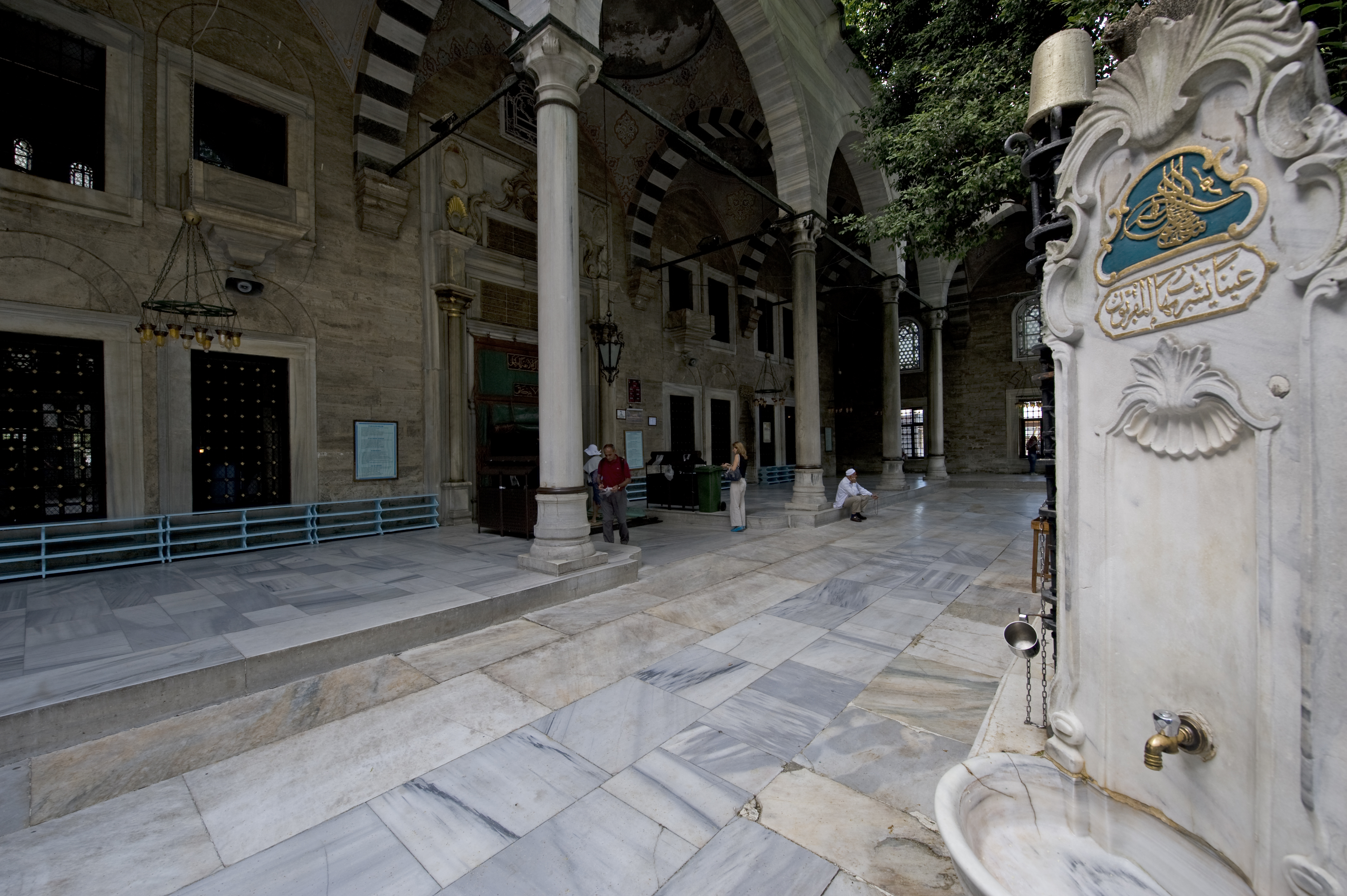
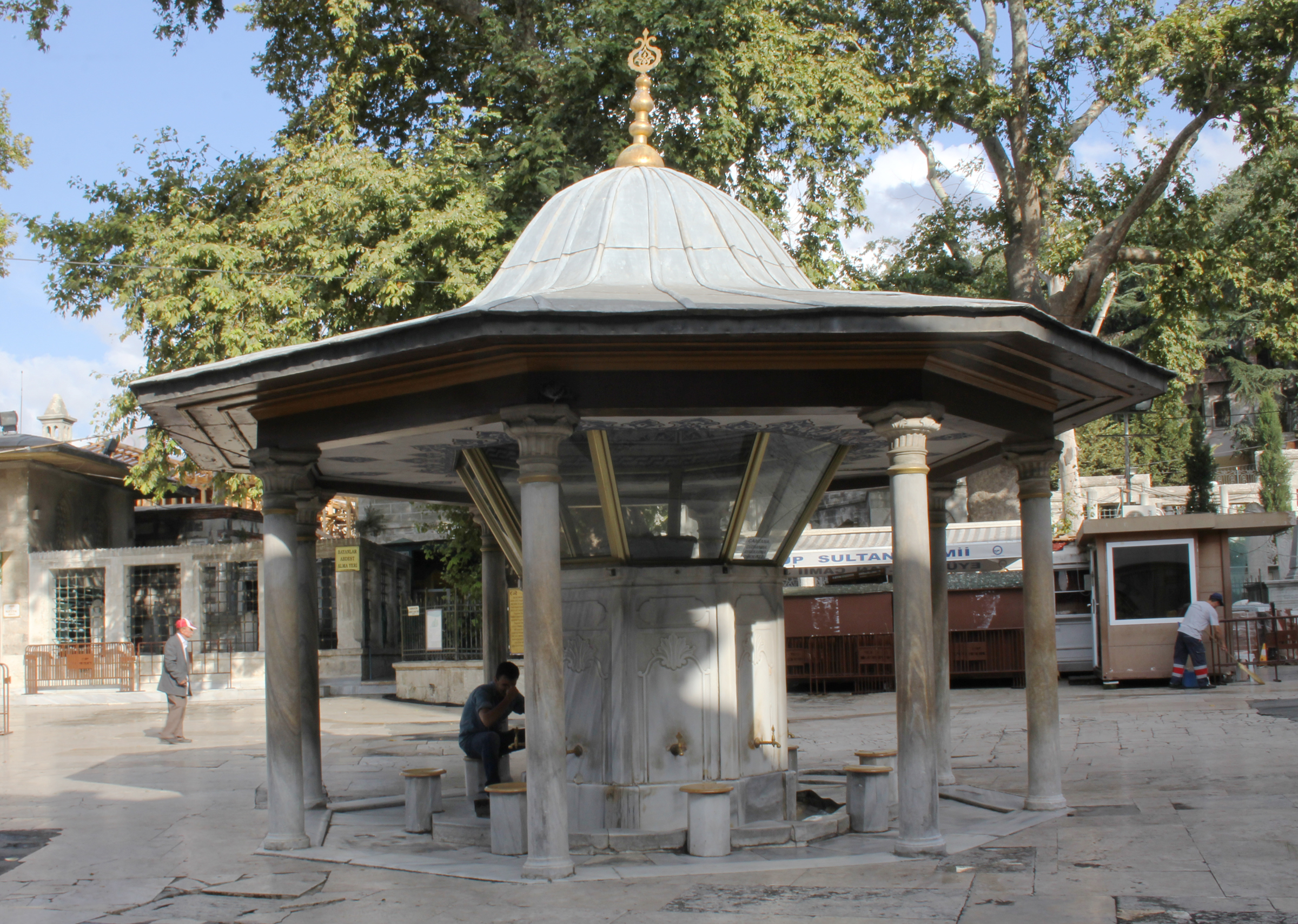
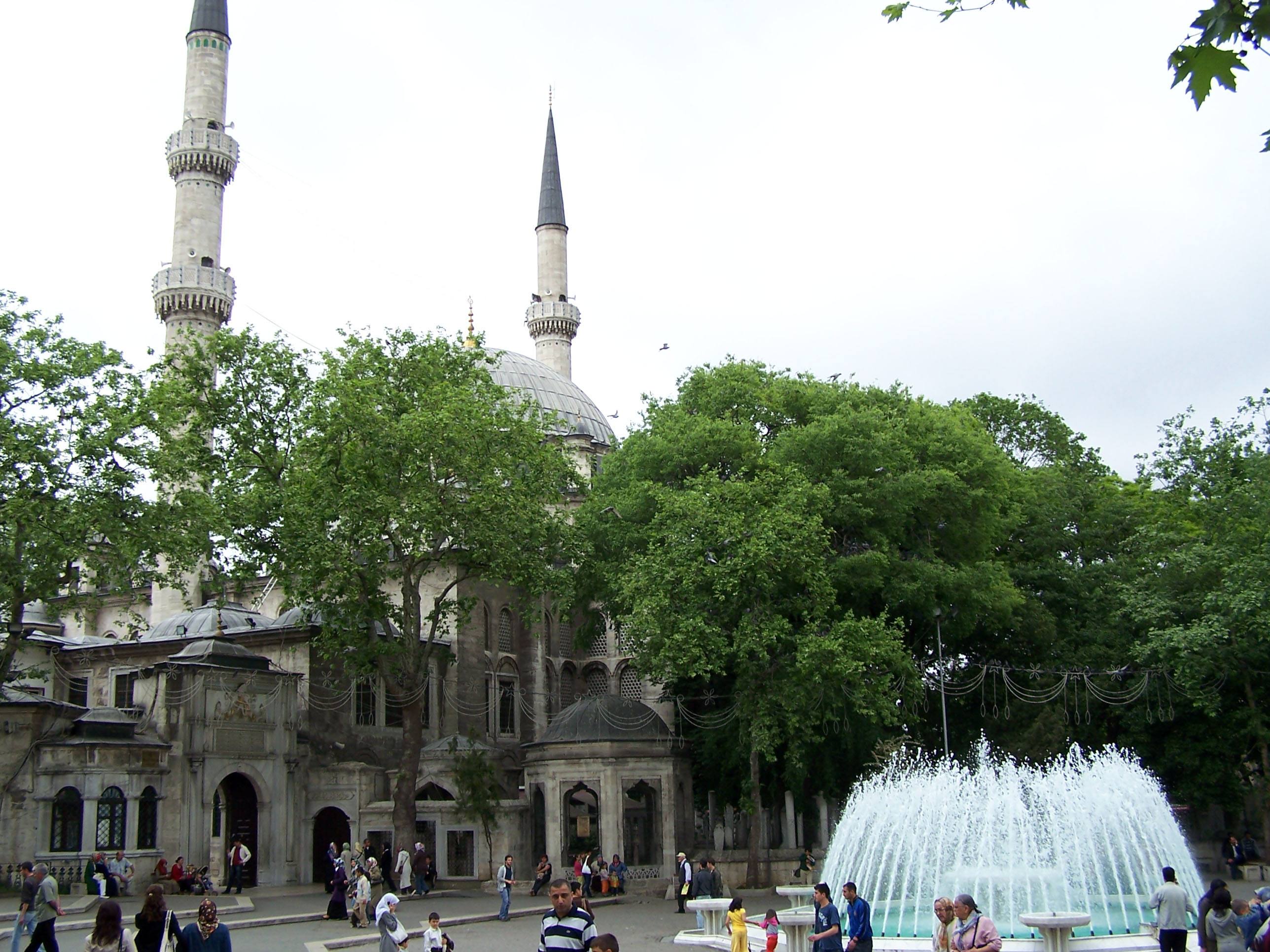
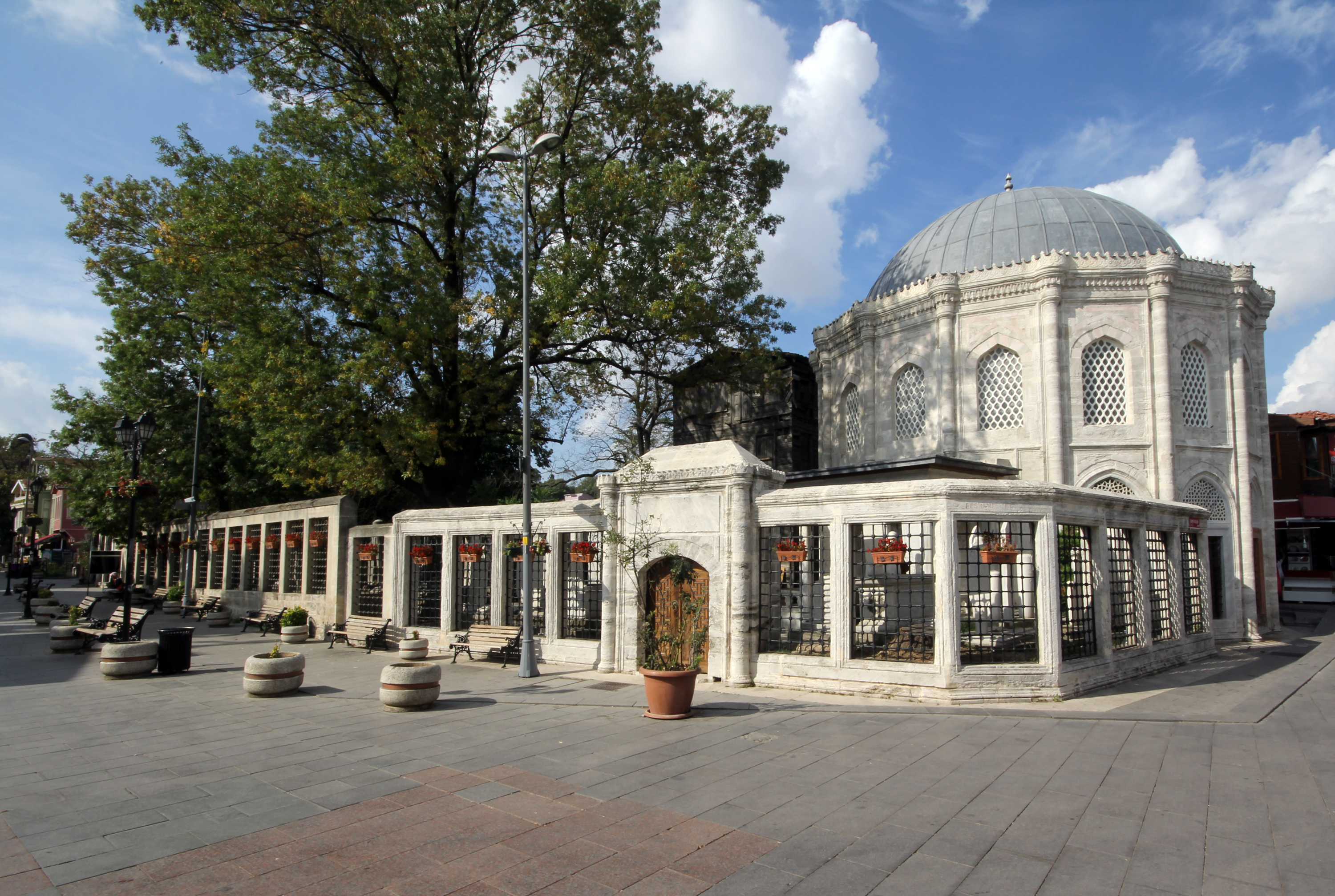
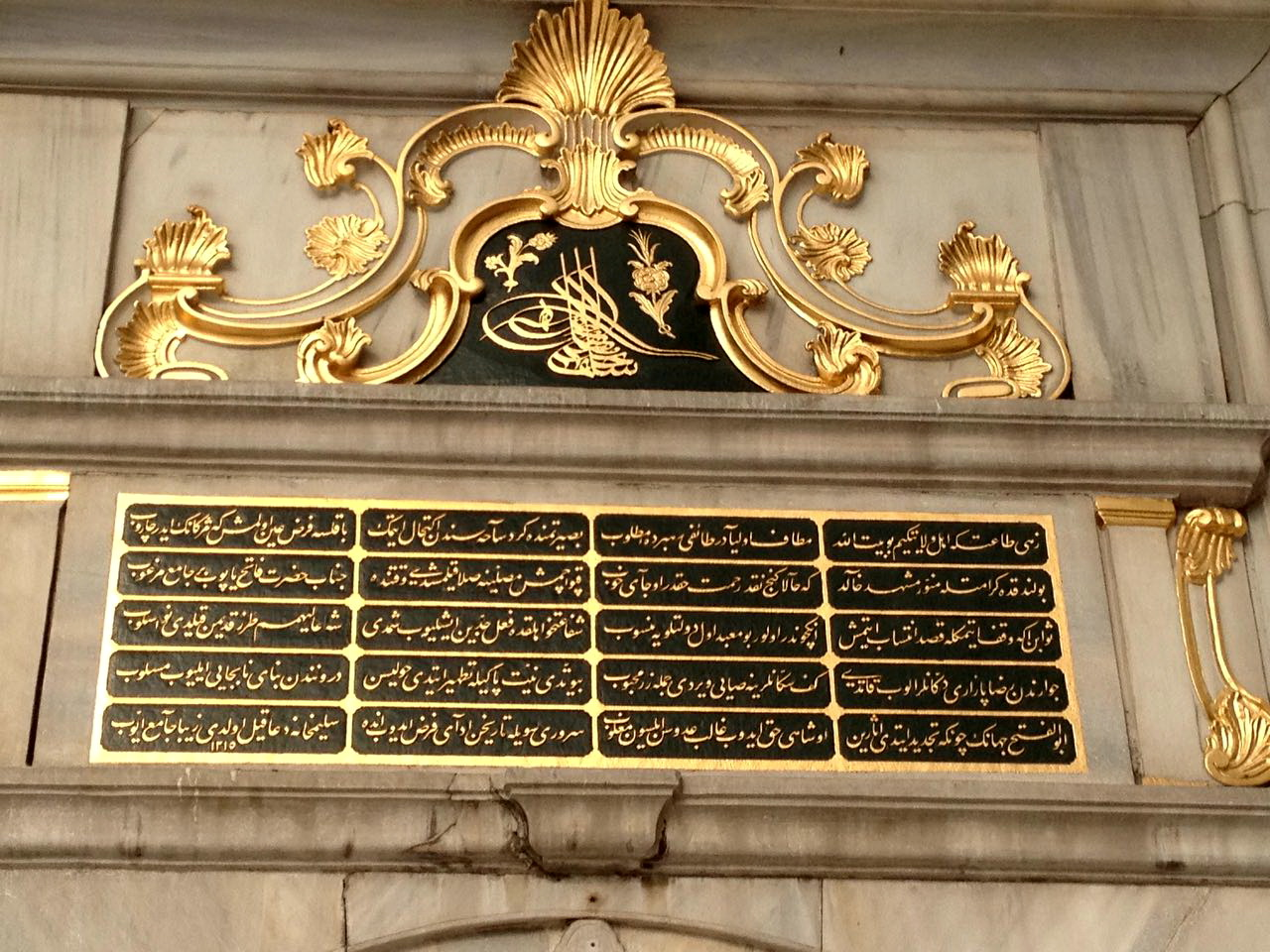
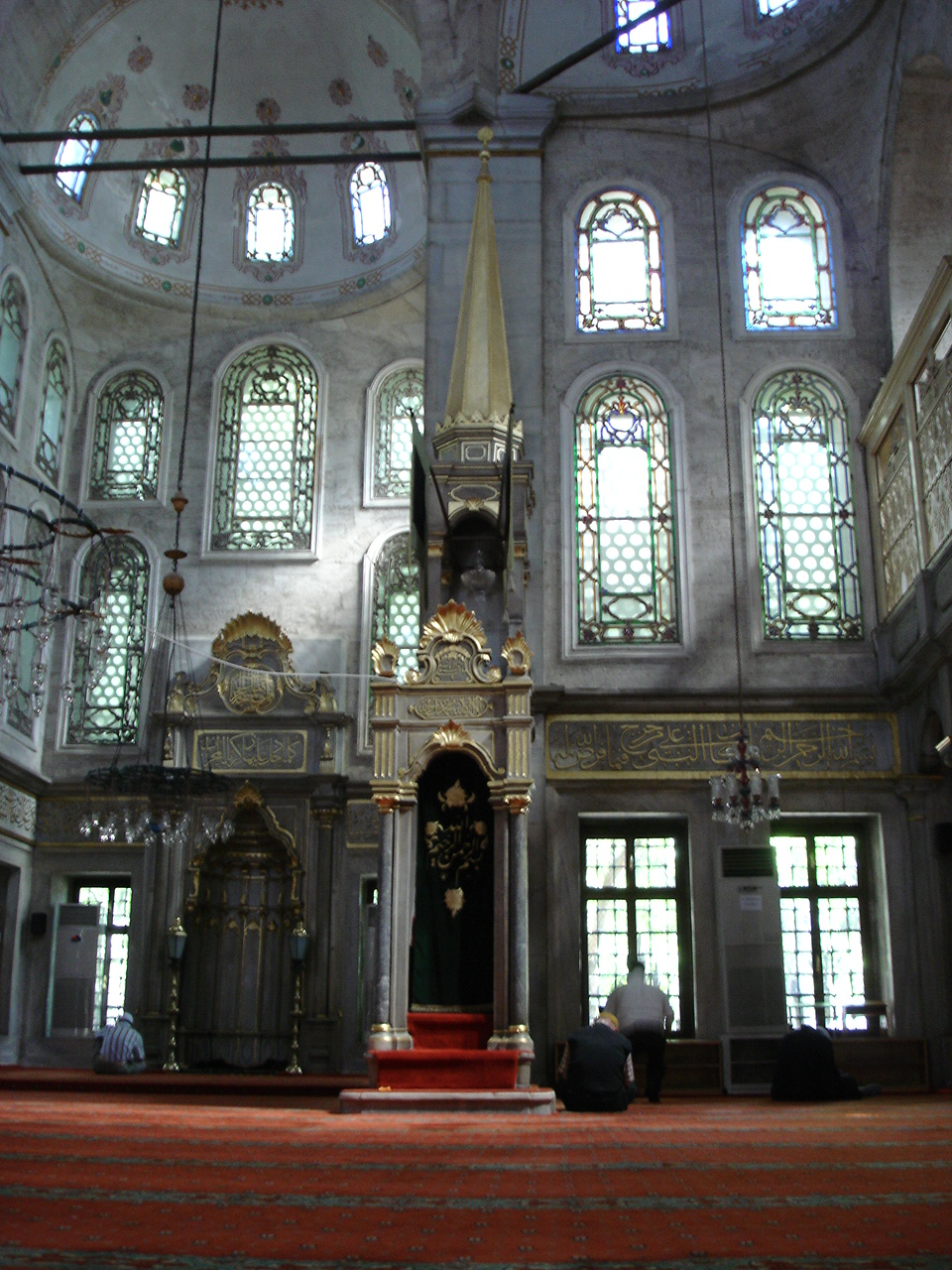
Міхраб мечеті
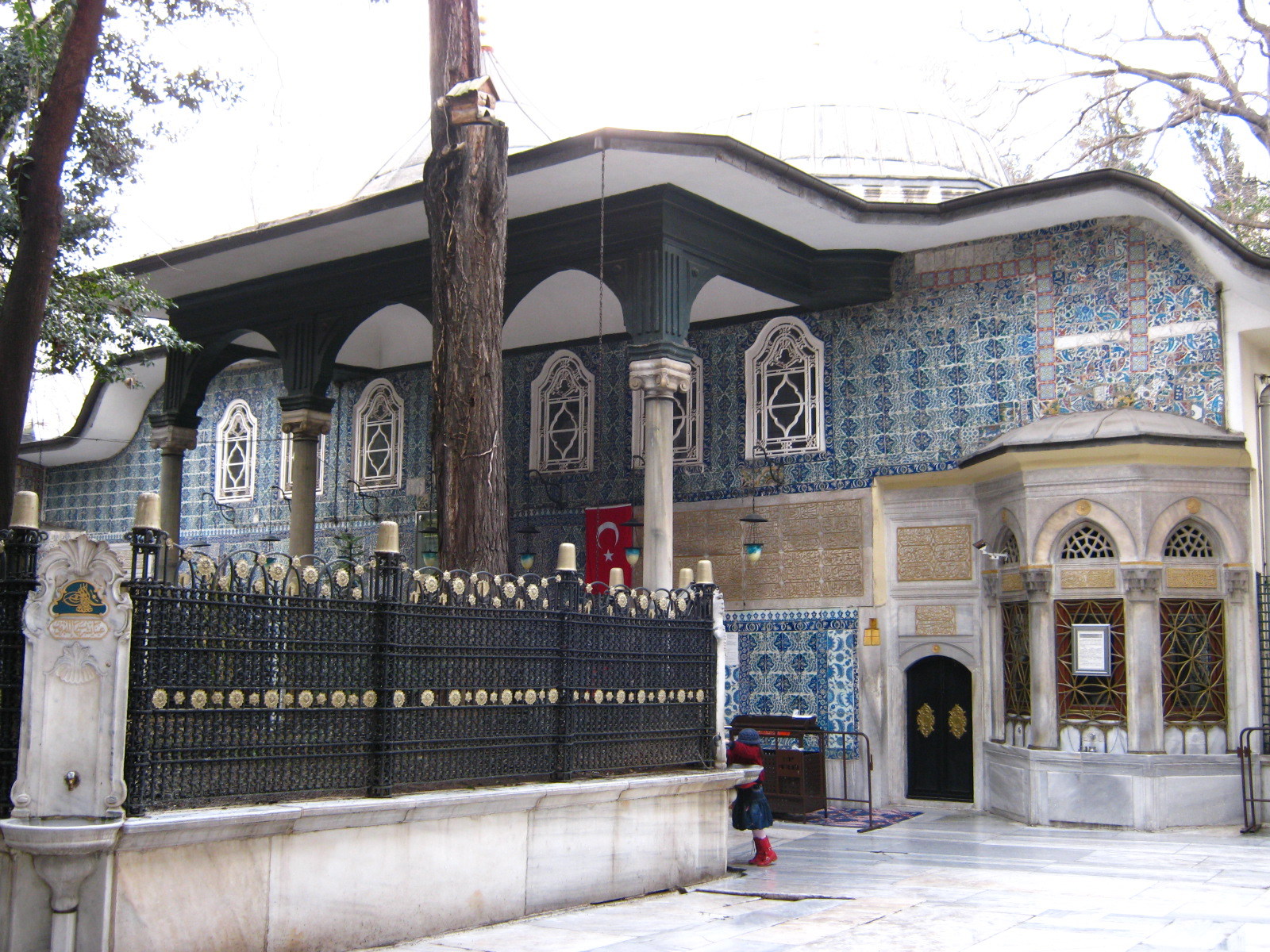
Тюрбе Султана Еюпа